# Claudio Morel Rodríguez
Claudio Marcelo Morel Rodríguez (Asunción, Paraguay; 2 de febrero de 1978) es un exfutbolista y director técnico paraguayo. Actualmente dirige en las divisiones inferiores del Club Atlético Boca Juniors. Jugaba de defensor central o lateral izquierdo.
Gran parte de su carrera deportiva la desarrolló en el fútbol argentino, donde se desempeñó en Boca Juniors, Independiente y San Lorenzo. También jugó en el Deportivo La Coruña de España.  
Comenzó su carrera como lateral izquierdo y destacó muy rápidamente con San Lorenzo, donde debutó en el año 1998. 
En el 2004 fue traspasado a Boca Juniors, club donde tendría sus mejores años futbolísticos. En Boca ganó la Copa Libertadores 2007 siendo uno de los mejores jugadores del torneo. 
Fue considerado el «mejor lateral de América» en el año 2007 donde integró el Equipo Ideal de América, además de ser elegido el «segundo mejor jugador de América» del mismo año.
En el año 2008 también integra el equipo ideal de América. En ese mismo año es nombrado mejor futbolista paraguayo del año. 
Fue internacional con Paraguay en el Mundial de Sudáfrica 2010, y participó en la Copa América 2007. En el 2008 gana el título a mejor futbolista paraguayo del año.
Tuvo un breve paso por el fútbol español, en donde se desempeñó como el lateral izquierdo titular en el deportivo de la coruña. Fue comprado por el club español en el año 2010. Morel venía de jugar el mundial de Sudáfrica. 
Actualmente dirige técnicamente en las divisiones inferiores del Club Atlético Boca Juniors. Está a cargo de la cuarta división del club.

## Trayectoria futbolística

### Inicios
Es hijo del exfutbolista Eugenio Morel, afamado jugador de la Selección de fútbol de Paraguay de los años '70 y '80.
Es un jugador zurdo que puede jugar tanto en la posición de segundo zaguero central, como de lateral por izquierda, de mediocampista central o carrilero por izquierda. Era reconocido por su buena pegada tanto en tiros libres como córneres. Nació en Asunción, pero a sus 3 años de vida se radicó en Argentina por cuestiones familiares. Hizo las inferiores en San Lorenzo, porque su padre jugó allí.

### San Lorenzo (1998-2004)
Debutó en la primera división del San Lorenzo ante Gimnasia y Esgrima La Plata en La Plata, con Alfio Basile como DT. En este equipo ganó una Copa Mercosur, una Copa Sudamericana y un Torneo Clausura.
En el año 1999, el 22 de septiembre, convirtió un gol ante Boca. Este partido se jugó en el estadio La Bombonera, ganando San Lorenzo 1 a 0, Por la Copa Mercosur.
En el año 2001 ayudó a su equipo a ganar la Copa Mercosur, contra el club Flamengo en la final.
El 5 de octubre de 2002 convirtió un gol ante Newell's Old Boys.
En el año 2002 fue titular en la zaga central junto a Gonzalo Rodríguez, consagrándose campeón de la Copa Sudamericana tras vencer en la final al Atlético Nacional colombiano.
Los octavos de final de la Sudamericana 2002 los disputaría frente a un club de menor jerarquía como el Monagas Sport Club de Venezuela. El primer partido se disputaría en Venezuela con triunfo abultado de San Lorenzo (3-0) con goles de Carlos Cordone, José Chatruc y Alberto Acosta, todos en el segundo tiempo.
El segundo partido disputado el 26 de septiembre de 2002, fue en el Nuevo Gasómetro y fue triunfo de San Lorenzo por un abultado marcador de 5-1.
Enfrentaría a Racing Club por los cuartos de final. El primer enfrentamiento sería victoria por 3-1 en el Nuevo Gasómetro.
El partido de vuelta no sería un buen partido del ciclón y cosecharía su primera derrota en el certamen, esta sería por 2-0, lo que llevaría a la definición por penales para saber cual de los dos clubes argentinos pasaría a las semifinales. Alberto Acosta, Claudio Morel Rodríguez, Leandro Romagnoli y Sebastián Saja convertirían sus penales y le darían la victoria por 4-3.
Disputaría las semifinales de la copa frente al Bolívar. El primer partido se disputaría en Bolivia y sería derrota para el elenco azulgrana por 2 tantos contra 1.
San Lorenzo de Almagro disputaría la primera gran final de este certamen internacional frente al Club Atlético Nacional de Colombia.
El campeón fue el club argentino San Lorenzo de Almagro tras vencer en la final al Atlético Nacional colombiano. Este título permitió al campeón disputar la Recopa de 2003 ante Olimpia, ganador de la Copa Libertadores 2002. El resultado final de esta copa sería derrota por 2-0.
En el año 2003 disputó la final de la Recopa 2003 cayendo en la final ante Olimpia por 2 a 0.

### Boca Juniors 2004- 2010

#### Primeros años en Boca
Desde el año 2004 y hasta el 2010 fue jugador del Boca Juniors. Llegó a Boca a una semana del inicio del torneo apertura.
Debutó ante Lanús por el Apertura 2004 con Miguel Brindisi como DT. Se ganó rápidamente la titularidad. En su primer semestre como jugador xeneize jugó 14 partidos por el apertura (todos de titular) y 2 internacionalmente (por recopa y sudamericana). Se consagró campeón de la Copa Sudamericana 2004 y disputó la final de la Recopa sudamericana, donde cayó ante Cienciano. Boca iba ganando el partido con un gol de Tévez a los 33', pero el Cienciano lo empató en el último minuto. En los penales, Tévez y Vargas fallaron y el equipo peruano se consagró campeón.
Brindisi tampoco logró un buen rendimiento en el Torneo Apertura, llegando a estar 600 minutos sin convertir goles, récord para el club en el profesionalismo. Luego de perder 2:0 contra River Plate, renunció de manera indeclinable, apenas tres meses después de haber asumido.
El chino Benítez hizo jugar a Morel en varios partidos del clausura 2005 como central, en dupla con Rolando Schiavi. El primer semestre de 2005 no fue positivo para Morel ni para el club, ya que en el Torneo Clausura quedó decimoquinto, jugó 11 partidos.
También quedó eliminado en cuartos de final de la Copa Libertadores con Chivas de Guadalajara, torneo en que jugó 6 encuentros.
En el segundo semestre de 2005, con la llegada de Alfio Basile al club, perdió terreno y fue suplente de Juan Krupoviesa. En ese año, como suplente, ganó la Copa Sudamericana, el Apertura 05 y la Recopa Sudamericana.
En 2006 aportó también desde el banco en el Boca campeón del clausura, jugando 448 minutos en 10 partidos.
Al finalizar la temporada, Morel ya llevaba 53 partidos en el club, aunque le costaba consolidarse como titular.

#### Titularidad y mejores años en Boca
En el segundo semestre de 2006 ganó la Recopa Sudamericana 2006 ante San Pablo de Brasil.
Con la lesión de Krupoviesa, recuperó la titularidad.
Con la llegada de Ricardo La Volpe a Boca, Morel empezó a tener continuidad, siendo titular en casi todos los partidos y mostrando un nivel altísimo, tanto de segundo marcador central o como lateral. Jugó un buen apertura pero Boca no pudo ser campeón porque perdió la final del torneo ante Estudiantes de La Plata.
Su único gol oficial en Boca lo convirtió ante Banfield, de tiro libre, en la victoria 4-0 por el clausura 2007.
En la Libertadores 2007, Boca formó parte de un grupo muy difícil en la primera fase y en la última fecha tras vencer 7-0 a Bolívar de local y gracias a la derrota del Cienciano de Perú ante el Toluca, alcanza el segundo puesto y la clasificación. En octavos de final el rival de Boca fue el Vélez de La Volpe: Boca de local ganó 3-0 y de visitante perdió 3-1 clasificando por diferencia de gol. En cuartos de final enfrentó a Libertad de Paraguay, empatando 1-1 como local y ganando 2-0 como visitante. En semifinales Boca debió enfrentar al Cúcuta. Siendo derrotado 3-1 en el partido de ida en Colombia, Boca goleó 3-0 en el partido de vuelta y obtuvo el pase a una nueva final continental ante Grêmio. En la ida, como local, lo goleó por 3-0 y en el Olímpico le volvió a ganar por 2-0, con sendos goles de Juan Román Riquelme, la figura del torneo. Así Boca conquistó otra Libertadores.
Esta fue la mejor temporada de Morel, en la que hizo dupla en la zaga central junto a Cata Díaz.

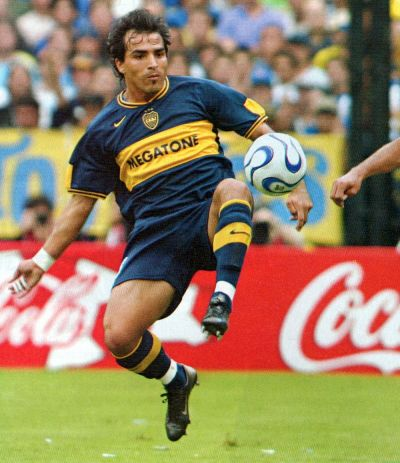

Morel jugó una muy buena Libertadores, siendo el jugador con mayor presencia del equipo en la copa, y uno de los pilares de la defensa de Boca formada por Hugo Ibarra, Cata Díaz, Morel y Clemente y de un equipo que tenía a Riquelme, Palermo, Neri Cardozo, Palacio, entre otros.
En el Apertura, Boca quedó cuarto a siete puntos del campeón Lanús, y en la Copa Sudamericana fue eliminado por el São Paulo de Brasil en octavos de final.
Tras ganar la Copa Libertadores, Boca debió jugar la Copa Mundial de Clubes. En la semifinal, enfrentó al Étoile du Sahel, a quien venció 1:0, y clasificó para jugar la final. En esta instancia, el rival fue el AC Milan, que ganó 4:2 con una gran actuación del brasileño Kaká. De esta manera, Boca quedó como subcampeón mundial.
Es reconocido por el hincha por su garra, sangre. En el segundo semestre de 2007 jugó el Mundial de Clubes, donde perdió la final ante el Milán.
Tras la derrota, Miguel Ángel Russo renunció como DT siendo reemplazado por Carlos Ischia, excolaborador de Bianchi.
En el torneo clausura 2008, Boca no pudo lograr el torneo y quedó eliminado en las semifinales de la Copa Libertadores, pero Morel tuvo un muy buen semestre siendo titular en casi todos los encuentros y uno de los referentes de aquel equipo de Ischia.
En el 2008 ganó el Apertura siendo uno de los pilares de la defensa, jugando de lateral izquierdo, con Carlos Ischia como director técnico. Este título tuvo en festejo extra ya que mientras Boca se encontraba en lo más alto de la tabla, su clásico rival River terminó último en la tabla de posiciones.
En el Torneo Apertura, Boca obtuvo el campeonato. El equipo debió recurrir a varios jugadores juveniles debido a las lesiones sufridas por varias de sus figuras titulares. La etapa regular del campeonato finalizó con un triple empate en el primer lugar de la tabla de posiciones, entre Boca, Tigre y San Lorenzo, debido a lo cual se jugó un desempate entre los tres, a un partido en cancha neutral. Boca venció a San Lorenzo (3:1) y fue derrotado en el último partido por Tigre (0:1), que a su vez había sido vencido por San Lorenzo (1:2), volviéndose a producir un triple empate, que fue finalmente resuelto a favor de Boca, por haber sido el equipo con mayor diferencia de gol en el triangular final.
También obtuvo la Recopa Sudamericana 2008, ante Arsenal de Sarandi en La Bombonera.
En ese año fue elegido por el Diario ABC Color mejor futbolista paraguayo de 2008.
En el torneo de verano del año 2009 fue capitán de Boca en el superclásico ante River Plate, en donde Boca ganó con 2 goles de Jesús Dátolo. Morel tuvo un muy buen partido siendo una de las figuras del encuentro.
Por otro lado, Boca había comenzado su participación en la Copa Libertadores de manera perfecta, ganando los primeros 4 partidos de su grupo, lo cual lo colocó en las primeras posiciones. Sin embargo, quedó eliminado en la instancia de octavos de final por Defensor Sporting de Uruguay tras caer sorpresivamente en La Bombonera por 1-0.

#### La última etapa en Boca
En el año 2009, con Basile como DT, tuvo un mal campeonato. En la temporada 2009- 2010 no pudo jugar en todos los partidos por las continuas lesiones.
En 2010, Morel y el equipo estuvieron en un nivel bajísimo, lo que llevó a una limpieza general en Boca. Por esto no fueron renovados los contratos de jugadores históricos del club como Hugo Ibarra, Federico Insúa, Juan Krupoviesa, y el del propio Morel.
El 30 de junio de 2010 quedó con el pase en su poder. Su último partido fue por el Clausura 2010 ante Independiente.
En total jugó 199 partidos en Boca y convirtió un gol a Banfield en el clausura 2007.

### Deportivo La Coruña (2010-2012)

En La Coruña

El 21 de agosto de 2010 fichó por dos temporadas con el Deportivo de La Coruña de España.
Debutó ante el Zaragoza el 29/08/2010 en la primera fecha de la Liga BBVA. En total en esta temporada disputó 15 partidos de la Liga BBVA y un partido de la copa del Rey. No pudo tener demasiada participación en el equipo titular por las continuas lesiones sufridas a lo largo de la temporada. En la temporada 2010-2011 descendió con su club a Segunda División.
Al comienzo de la temporada 2011/2012 el nuevo técnico del Deportivo, José Luis Oltra, le comunicó que no sería tenido en cuenta y debería buscarse club. En la segunda parte de la temporada, por una sanción de Ayoze Díaz, lateral izquierdo titular, Claudio, retoma la titularidad. Su buena actuación hace que se gane la titularidad hasta el final de temporada.
Morel participó en el derbi gallego, contra el Celta, en el que el depor lo venció por 2 a 3.
En la ante última fecha se consagra campeón de la Segunda División, jugando los 90 minutos en el partido contra el Huesca. Así el Deportivo volvió a Primera. El Deportivo no renovó su contrato que vencía a final de temporada, así Morel se despidió del Deportivo habiendo jugado 35 partidos en total (15 en la primera división, 18 en segunda y 2 por copa del rey.), siendo uno de los jugadores más influyentes en el ascenso de su equipo.

### Independiente (2012-2014)
El 20 de julio de 2012 se unió al equipo de Avellaneda.
Debutó en la primera fecha del torneo inicial 2012 frente a Newell's, partido que finalizó 0 a 0 en Rosario. En ese partido sufrió una fratura en la nariz por lo que deberá jugar todos los partidos con una máscara de protección.
En su tercer partido en el club, frente a Racing fue expulsado. Morel se consolidó rápidamente como el lateral izquierdo titular de Independiente, demostrando su gran aporte en defensa y su buena proyección en ataque, aunque también su excesiva utilización de las faltas, llegando a tener 7 amarillas en lo que va del semestre.
Morel se ganó rápidamente la aprobación y el cariño de la gente, sobre la base de sus grandes actuaciones y a la excelente demostración de su personalidad dentro del campo de juego, esto lo llevó a ser capitán frente al Liverpool de Uruguay, por los octavos de final de la Bridgestone Sudamericana.
Últimamente está jugando de segundo central. Independiente comenzó el torneo perdiendo 1-3 contra Newell's (que finalmente resultaría campeón). En la 2ª fecha, el equipo cortó una racha de 16 partidos sin ganar por torneos locales contra Vélez Sarsfield, nada menos que el último campeón local, con gol de Cristian Tula y en la fecha siguiente otra victoria frente a su rival Racing Club por 2-0. Esa sería la primera y única vez en la temporada que Independiente terminaría fuera de la zona de descenso. Tras una racha negativa de partidos, renunciaría el Tolo y llega para dirigir los últimos partidos Miguel Brindisi. Morel se iría expulsado ante All Boys.
Finalmente el Rojo descendería (en la 18ª fecha) por primera vez en su historia a la Primera "B" Nacional al perder por 0-1 frente a San Lorenzo, con Morel entre los titulares.
En la B nacional, Morel alternaría titularidad con suplencia, y finalmente conseguiría el ascenso en un desempate con Huracán.
A mediados de 2014 finaliza su contrato con Independiente.

### Sol de América
En agosto de 2014 llega a Sol de América.
Debutó en el fútbol paraguayo ante Olimpia. Al principio fue titular, luego con el correr de los partidos perdió el puesto.
A finales del torneo Clausura 2014 termina ganándose la titularidad en el equipo.
En 2015 es dejado libre por Sol.

### 12 de octubre (2014-2015)
En marzo de 2015 arregló con el 12 de Octubre Football Club de la División Intermedia del Fútbol de Paraguay. Este fue el último club en la carrera profesional de Morel.

### En el fútbol amateur
Claudio Morel Rodríguez participó en varios campeonatos amateurs luego de su retiro del fútbol profesional. Integró los planteles de Sarmiento de Leones de Córdoba, de Maderense y de Racing de Madariaga
En febrero de 2016, firma con Sarmiento de Leones de Córdoba. Debuta el 27 de marzo ante Matienzo, por la tercera fecha de la liga Bellvillense.
Marcó goles ante Talleres, San Martín y Complejo.
Por la final Revancha del Torneo Apertura de la Liga Bellvillense, recibió a Complejo Deportivo de Justiniano Posse, lo goleó 3 a 0 y de esta manera, Morel se consagró campeón del Torneo Apertura. Claudio Morel Rodríguez a los 3’ con un disparo fuerte abajo sobre el palo izquierdo de Varoli marcó el 1 a 0.  Sarmiento se consagró campeón con Morel como capitán y máximo referente.
En 2016 disputa el federal B. El equipo salió 3 en la fase de grupos, y no clasificó a la siguiente instancia.
En marzo de 2017, firma con Maderense por toda la temporada. Ya consagrado ídolo del club, logra llegar a la final del torneo siendo el mejor jugador de la liga. En la primera final mete una asistencia, mientras que en la final de vuelta también da otra asistencia. En el 3 partido para desempatar la serie mete un extraordinario gol de tiro libre desde más de 40 metros de distancia. Aunque no logra alcanzar el título. Fue subcampeón de la Liga de Fútbol de Pehuajó.

## Dirección técnica en inferiores de Boca
Retirado del fútbol profesional jugó el intercountry de la zona de canning en la ADCC para el barrio San Eliseo.
En el año 2021, Juan Román Riquelme, vicepresidente de Boca, contrata a Morel como director técnico de las divisiones inferiores de Boca. 
Comienza a trabajar en las inferiores de Boca Juniors como ayudante de Roberto Pompei en la cuarta división. A mediados de 2022, Roberto Pompei deja la división para ser ayudante de Hugo Ibarra en la primera, quedando Morel Rodríguez como técnico principal de la cuarta división del Club.
El 8 de octubre de 2022 se consagra campeón de la cuarta división, clasificando a la Copa Libertadores Sub-20 del año 2023.
Actualmente es ayudante de Mariano Herrón en la reserva de Boca Juniors.

## Selección nacional

### Absoluta

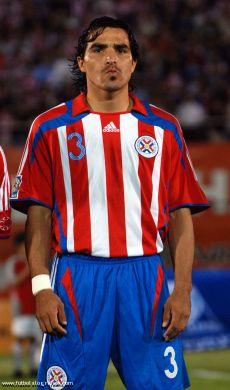
Morel disputando un partido con la selección

Ha sido internacional con la selección de fútbol de Paraguay, debutando el 3 de noviembre de 1999 en un partido frente a Bolivia. Con la llegada de Gerardo Martino como seleccionador, Morel se consolidó como una pieza clave en el equipo, siendo convocado regularmente y desempeñándose como lateral izquierdo titular del equipo.
Participó en la Copa América 2007, celebrada en Venezuela, siendo titular, y en las eliminatorias para los mundiales de 2002 y 2010.
Durante las Eliminatorias Sudamericanas 2010, Paraguay alcanzó 33 puntos, el puntaje más alto obtenido en dicho formato de clasificación. El equipo lideró la tabla durante ocho fechas consecutivas, incluyendo una destacada victoria sobre Brasil por 2-0 en el Estadio Defensores del Chaco de Asunción el 15 de junio de 2008, rompiendo el invicto del equipo brasileño. A pesar de una serie de resultados adversos en 2009, Paraguay aseguró su clasificación al mundial al vencer a Argentina por 1-0 en Asunción el 9 de septiembre de 2009.

#### Copa Mundial de la FIFA 2010
En la Copa Mundial de la FIFA 2010, Morel formó parte del equipo paraguayo, luciendo el dorsal 3 y desempeñándose a un alto nivel durante el torneo. Paraguay integró el Grupo F junto a Italia, Eslovaquia y Nueva Zelanda. En el partido debut, Claudio Morel fue titular en el empate 1-1 frente a Italia, donde el autor del gol de su equipo fue Antolín Alcaraz.
En los octavos de final, Paraguay enfrentó a Japón en un encuentro que finalizó 0-0 tras el tiempo reglamentario y los tiempos suplementarios. La definición se realizó mediante una tanda de penales, en la que el conjunto paraguayo convirtió todos sus disparos, logrando una histórica clasificación a los cuartos de final por primera vez en su historia.
En los cuartos de final, Paraguay enfrentó a España que, bajo la dirección de Vicente del Bosque, contaba con jugadores como Xavi Hernández, Andrés Iniesta, Iker Casillas, Carles Puyol y Sergio Busquets, entre otros. En ese partido, España se impuso con una victoria ajustada de 1-0. Dicho encuentro, fue descrito por algunos medios como «sufrido» para el equipo español e incluso Xavi declaró que «fue el partido más difícil de aquel mundial» debido al sólido marcaje de Paraguay, lo que resultó en un juego parejo y disputado. Morel jugó los 90 minutos de este encuentro, su equipo quedó eliminado y, por la otra parte, España avanzó y se coronó campeón mundial.
En total, Claudio Morel Rodríguez disputó los cinco partidos del mundial, acumulando 480 minutos, el total posible durante el torneo.

### Participaciones en Copas del Mundo
| Mundial                        | Sede      | Resultado        | Partidos | Goles |
| ------------------------------ | --------- | ---------------- | -------- | ----- |
| Copa Mundial de Fútbol de 2010 | Sudáfrica | Cuartos de final | 5        | 0     |

### Copa Mundial de Fútbol 2010
| Fecha               | Rival         | Sede            | Estadio         | Resultado                    |
| ------------------- | ------------- | --------------- | --------------- | ---------------------------- |
| 14 de junio de 2010 | Italia        | Ciudad del Cabo | Green Point     | Italia 1 - 1 Paraguay        |
| 20 de junio de 2010 | Eslovaquia    | Bloemfontein    | Free State      | Eslovaquia 0 - 2 Paraguay    |
| 24 de junio de 2010 | Nueva Zelanda | Polokwane       | Peter Mokaba    | Paraguay 0 - 0 Nueva Zelanda |
| 29 de junio de 2010 | Japón         | Pretoria        | Loftus Versfeld | Paraguay 0 (5) - 0 (3) Japón |
| 3 de julio de 2010  | España        | Johannesburgo   | Ellis Park      | Paraguay 0 - 1 España        |

### Participaciones en Eliminatorias Sudamericanas
| Eliminatorias                    | Resultado                 | Partidos | Goles |
| -------------------------------- | ------------------------- | -------- | ----- |
| Eliminatorias Sudamericanas 2002 | 4.º puesto (clasificado)  | 4        | 0     |
| Eliminatorias Sudamericanas 2010 | 3.er puesto (clasificado) | 9        | 0     |

Participó en las eliminatorias de los mundiales 2002 y 2010
| Fecha                   | Rival     | Sede          | Estadio                       | Resultado                |
| ----------------------- | --------- | ------------- | ----------------------------- | ------------------------ |
| 15 de agosto de 2001    | Brasil    | Porto Alegre  | Porto Alegre                  | Brasil 2 - 0 Paraguay    |
| 5 de septiembre de 2001 | Bolivia   | Asunción      | Defensores del Chaco          | Paraguay 5 - 1 Bolivia   |
| 7 de octubre de 2001    | Argentina | Asunción      | Defensores del Chaco          | Paraguay 2 - 2 Argentina |
| 8 de septiembre de 2001 | Venezuela | San Cristóbal | Polideportivo de Pueblo Nuevo | Venezuela 3 - 1 Paraguay |
| 13 de octubre de 2007   | Perú      | Lima          | Monumental de Lima            | Perú 0 - 0 Paraguay      |
| 17 de octubre de 2007   | Uruguay   | Asunción      | Defensores del Chaco          | Paraguay 1 - 0 Uruguay   |
| 17 de noviembre de 2007 | Ecuador   | Asunción      | Defensores del Chaco          | Paraguay 5 - 1 Ecuador   |
| 21 de noviembre de 2007 | Chile     | Santiago      | Estadio Nacional              | Chile 0 - 3 Paraguay     |
| 18 de junio de 2008     | Bolivia   | La Paz        | Estadio Hernando Siles        | Bolivia 4 - 2 Paraguay   |
| 6 de septiembre de 2008 | Argentina | Buenos Aires  | Estadio Monumental            | Argentina 1 - 1 Paraguay |
| 9 de septiembre de 2008 | Venezuela | Asunción      | Defensores del Chaco          | Paraguay 2 - 0 Venezuela |
| 15 de octubre de 2008   | Perú      | Asunción      | Defensores del Chaco          | Paraguay 1 - 0 Perú      |
| 5 de septiembre de 2009 | Bolivia   | Asunción      | Defensores del Chaco          | Paraguay 1 - 0 Bolivia   |

### Participaciones en Copa América
| Copa              | Sede      | Resultado        | Partidos | Goles |
| ----------------- | --------- | ---------------- | -------- | ----- |
| Copa América 2007 | Venezuela | Cuartos de final | 3        | 0     |

## Clubes
| Club                        | País      | Año         | Partidos |
| --------------------------- | --------- | ----------- | -------- |
| C.A. San Lorenzo de Almagro | Argentina | 1998 - 2004 | 184      |
| C.A. Boca Juniors           | Argentina | 2004 - 2010 | 199      |
| Deportivo de La Coruña      | España    | 2010 - 2012 | 35       |
| C.A. Independiente          | Argentina | 2012 - 2014 | 58       |
| Sol de América              | Paraguay  | 2014        | 9        |
| 12 de octubre               | Paraguay  | 2015        | 10       |
| Sarmiento de Leones         | Argentina | 2016        | 13       |
| Maderense                   | Argentina | 2017        | 19       |
| Racing de Madariaga         | Argentina | 2018        | 1        |

## Estadísticas
Datos actualizados al fin de la carrera deportiva.
| C.A. San Lorenzo de Almagro Argentina | 1.ª           | A. 1998       | 4   | 0 |   |    |     |     | 4   | 0 |
| C.A. San Lorenzo de Almagro Argentina | 1.ª           | C-1999        | 6   | 0 | - | -  | -   | -   | 6   | 0 |
| C.A. San Lorenzo de Almagro Argentina | 1.ª           | A-1999        | 14  | 0 | - | -  | 9   | 1   | 23  | 1 |
| C.A. San Lorenzo de Almagro Argentina | 1.ª           | C-2000        | 12  | 0 | - | -  | 5   | 0   | 17  | 0 |
| C.A. San Lorenzo de Almagro Argentina | 1.ª           | A-2000        | 6   | 0 | - | -  | 6   | 0   | 12  | 0 |
| C.A. San Lorenzo de Almagro Argentina | 1.ª           | C-2001        | 4   | 0 | - | -  | 5   | 0   | 9   | 0 |
| C.A. San Lorenzo de Almagro Argentina | 1.ª           | A-2001        | 14  | 0 | - | -  | 7   | 0   | 21  | 0 |
| C.A. San Lorenzo de Almagro Argentina | 1.ª           | C-2002        | 15  | 0 | - | -  | 6   | 0   | 21  | 0 |
| C.A. San Lorenzo de Almagro Argentina | 1.ª           | A-2002        | 16  | 1 | - | -  | 8   | 0   | 24  | 1 |
| C.A. San Lorenzo de Almagro Argentina | 1.ª           | C-2003        | 16  | 1 | - | -  | 1   | 0   | 17  | 1 |
| C.A. San Lorenzo de Almagro Argentina | 1.ª           | A-2003        | 17  | 0 | - | -  | 3   | 0   | 20  | 0 |
| C.A. San Lorenzo de Almagro Argentina | 1.ª           | C-2004        | 12  | 0 | - | -  | -   | -   | 12  | 0 |
| C.A. San Lorenzo de Almagro Argentina | 1.ª           | Total club    | 134 | 2 | 0 | 0  | 50  | 1   | 184 | 3 |
| C.A. Boca Juniors Argentina |               |               |     |   |   |    |     |     |     |   |
| 1.ª | A-2004        | 14            | 0   | - | - | 2  | 0   | 16  | 0   |   |
| 1.ª | C-2005        | 11            | 0   | - | - | 6  | 0   | 17  | 0   |   |
| 1.ª | A-2005        | 9             | 0   | - | - | 2  | 0   | 11  | 0   |   |
| 1.ª | C-2006        | 10            | 0   | - | - | -  | -   | 10  | 0   |   |
| 1.ª | A-2006        | 16            | 0   | - | - | 4  | 0   | 20  | 0   |   |
| 1.ª | C-2007        | 13            | 1   | - | - | 14 | 0   | 27  | 1   |   |
| 1.ª | A-2007        | 15            | 0   | - | - | 4  | 0   | 19  | 0   |   |
| 1.ª | C-2008        | 13            | 0   | - | - | 9  | 0   | 22  | 0   |   |
| 1.ª | A-2008        | 16            | 0   | - | - | 2  | 0   | 18  | 0   |   |
| 1.ª | C-2009        | 8             | 0   | - | - | 5  | 0   | 13  | 0   |   |
| 1.ª | A-2009        | 11            | 0   | - | - | 2  | 0   | 13  | 0   |   |
| 1.ª | C-2010        | 13            | 0   | - | - | -  | -   | 13  | 0   |   |
| 1.ª | Total club    | 149           | 1   | 0 | 0 | 50 | 0   | 199 | 1   |   |
| Deportivo de La Coruña · España |               |               |     |   |   |    |     |     |     |   |
| 1.ª | 2010-11       | 15            | 0   | 2 | 0 | -  | -   | 17  | 0   |   |
| 2.ª | 2011-12       | 18            | 0   | 1 | 0 | -  | -   | 19  | 0   |   |
| 2.ª | Total club    | 33            | 0   | 3 | 0 | 0  | 0   | 36  | 0   |   |
| C.A. Independiente Argentina |               |               |     |   |   |    |     |     |     |   |
| 1.ª | I-2012        | 12            | 0   | - | - | 5  | 0   | 17  | 2   |   |
| 1.ª | F-2013        | 16            | 1   | - | - | -  | -   | 16  | 1   |   |
| 2.ª | 2013-14       | 23            | 1   | 1 | 0 | -  | -   | 24  | 1   |   |
| 2.ª | Total club    | 51            | 2   | 1 | 0 | 5  | 0   | 57  | 2   |   |
| Sol de América Paraguay |               |               |     |   |   |    |     |     |     |   |
| 1.ª | C-2014        | 14            | 0   | - | - | -  | -   | 14  | 0   |   |
| 1.ª | Total club    | 14            | 0   | 0 | 0 | 0  | 0   | 14  | 0   |   |
| 12 de Octubre Paraguay |               |               |     |   |   |    |     |     |     |   |
| 2.ª | 2015          | 10            | 0   | - | - | -  | -   | 10  | 0   |   |
| 2.ª | Total club    | 10            | 0   | 0 | 0 | 0  | 0   | 10  | 0   |   |
| Sarmiento de Leones Argentina |               |               |     |   |   |    |     |     |     |   |
| 4.ª | 2016          | 14            | 2   | - | - | -  | -   | 14  | 2   |   |
| 4.ª | Total club    | 14            | 2   | 0 | 0 | 0  | 0   | 14  | 2   |   |
| Total carrera | Total carrera | Total carrera | 271 | 7 | 4 | 0  | 105 | 1   | 380 | 8 |
| (1) Incluye datos de la Copa del Rey (2010-11, 2011-12); Copa Argentina (2013-14). (1) Incluye datos de la Copa Mercosur (1999, 2000, 2001); Copa Libertadores (2000, 2001, 2002, 2005, 2007, 2008, 2009); Copa Sudamericana (2002, 2003, 2004, 2005, 2006, 2007, 2008, 2009, 2012); Recopa Sudamericana (2003, 2004, 2006, 2008); Copa Mundial de Clubes (2007). (2) No incluye goles en partidos amistosos. |               |               |     |   |   |    |     |     |     |   |

### Selección nacional
| Selección | Año   | Amistoso | Amistoso | Eliminatorias | Eliminatorias | Copa América | Copa América | Copa del Mundo | Copa del Mundo | Total | Total |
| Selección | Año   | PJ       | G        | PJ            | G             | PJ           | G            | PJ             | G              | PJ    | G     |
| --------- | ----- | -------- | -------- | ------------- | ------------- | ------------ | ------------ | -------------- | -------------- | ----- | ----- |
| Paraguay  | 2001  | -        | -        | 4             | 0             | -            | -            | -              | -              | 4     | 0     |
| Paraguay  | 2006  | 1        | 0        | -             | -             | -            | -            | -              | -              | 1     | 0     |
| Paraguay  | 2007  | 2        | 0        | 4             | 0             | 3            | 0            | -              | -              | 9     | 0     |
| Paraguay  | 2008  | 1        | 0        | 4             | 0             | -            | -            | -              | -              | 5     | 0     |
| Paraguay  | 2009  | 2        | 0        | 1             | 0             | -            | -            | -              | -              | 3     | 0     |
| Paraguay  | 2010  | 5        | 0        | -             | -             | -            | -            | 5              | 0              | 10    | 0     |
| Paraguay  | Total | 11       | 0        | 13            | 0             | 3            | 0            | 5              | 0              | 32    | 0     |

### Resumen estadístico
| Competición           | Encuentros | Goles | Promedio |
| --------------------- | ---------- | ----- | -------- |
| Primera División      | 340        | 4     | 0,01     |
| Segunda División      | 51         | 2     | 0,15     |
| Cuarta División       | 14         | 2     | 0,14     |
| Copas nacionales      | 4          | 0     | 0,25     |
| Copas internacionales | 105        | 1     | 0,00     |
| Selección de Paraguay | 32         | 0     | 0,00     |
| Total                 | 412        | 9     | 0,03     |

|                     | Partidos | Goles |
| ------------------- | -------- | ----- |
| Clubes              | 380      | 8     |
| Selección paraguaya | 35       | 0     |
| Total               | 415      | 8     |

## Palmarés

### Campeonatos nacionales
| Título                        | Club                   | País      | Año     |
| ----------------------------- | ---------------------- | --------- | ------- |
| Primera División de Argentina | San Lorenzo de Almagro | Argentina | C-2001  |
| Primera División de Argentina | Boca Juniors           | Argentina | A-2005  |
| Primera División de Argentina | Boca Juniors           | Argentina | C-2006  |
| Primera División de Argentina | Boca Juniors           | Argentina | A-2008  |
| Segunda División de España    | Deportivo la Coruña    | España    | 2011-12 |

### Campeonatos internacionales
| Título              | Club         | Sede         | Año  |
| ------------------- | ------------ | ------------ | ---- |
| Copa Mercosur       | San Lorenzo  | Buenos Aires | 2001 |
| Copa Sudamericana   | San Lorenzo  | Buenos Aires | 2002 |
| Copa Sudamericana   | Boca Juniors | Buenos Aires | 2004 |
| Recopa Sudamericana | Boca Juniors | Manizales    | 2005 |
| Copa Sudamericana   | Boca Juniors | Buenos Aires | 2005 |
| Recopa Sudamericana | Boca Juniors | São Paulo    | 2006 |
| Copa Libertadores   | Boca Juniors | Porto Alegre | 2007 |
| Recopa Sudamericana | Boca Juniors | Buenos Aires | 2008 |

### Distinciones individuales
| Premio                                                       | Otorgada por                             | Año        |
| ------------------------------------------------------------ | ---------------------------------------- | ---------- |
| Futbolista más ganador de la Copa Sudamericana (3 ediciones) | Conmebol                                 | 2005-act.  |
| Parte del Equipo Ideal de América                            | El País                                  | 2007, 2008 |
| Segundo mejor futbolista del año en Sudamérica               | El País                                  | 2007       |
| Futbolista Paraguayo del Año                                 | ABC Color                                | 2008       |
| Condecoración Especial                                       | Presidencia de la República del Paraguay | 2010       |
| Medalla "Domingo Martínez de Irala"                          | Municipalidad de Asunción                | 2010       |